# Oumou Sow
Pour les articles homonymes, voir Sow.
Oumou Sow née en 1970, est une sprinteuse guinéenne.

## Carrière
Elle a participé au 200 mètres féminin aux Jeux olympiques d'été de 1992 . 